# Bronwyn Davies (personaje)
Bronwyn Davies-Ramsay (apellido de soltera Davies), es un personaje ficticio de la serie de televisión australiana Neighbours, interpretada por la actriz Rachel Friend del 7 de julio de 1988 hasta el 22 de febrero de 1990. 